# Sun SPOT

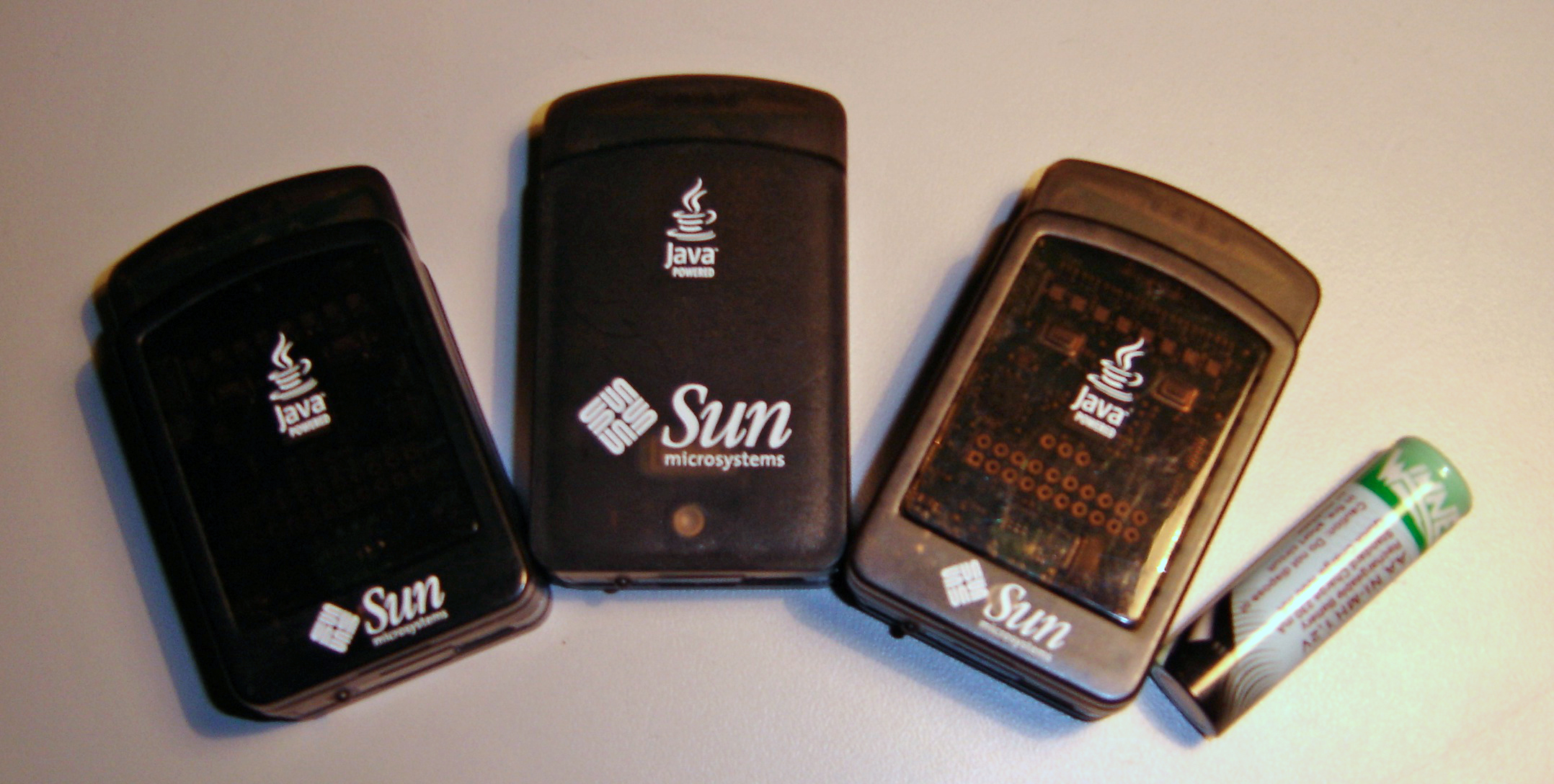
Sun SPOT (センサーボード付のプロセッサボード)

Sun SPOT (Sun Small Programmable Object Technology) は、サン・マイクロシステムズが開発したIEEE 802.15.4に準拠した無線センサーネットワークデバイスである。
他の無線センサーデバイスと異なり、Sun SPOTは組み込み向けのJava仮想マシンSquawk上で動作している。

## ハードウェア
このデバイスは手のひらにちょうどフィットする大きさをしている。
Sun SPOT はプロセッサボードとオプションのセンサーボードから構成されている。

### プロセッサボード
- 180MHz 32ビット ARM920T コア
- 512KB RAM/4MB フラッシュメモリ
- 2.4GHz IEEE 802.15.4無線（アンテナ付）
- USBインタフェース（ミニUSB B 端子）

### センサーボード
- 2G/6G 3軸加速度センサー
- 温度センサー
- 照度センサー
- フルカラーLED x 8
- タクトスイッチ x 2
- アナログ入力ピン x 6
- 汎用IOピン x 6
- 高出力ピン x 4

### 電源
- 3.7V 750mAh リチウムイオンバッテリ
- 30 μA スリープモード
- ソフトウェアによるバッテリ管理

## ネットワーク
Sun SPOTはIEEE 802.15.4に準拠したネットワーク機能を有している。

## ソフトウェア
Sun SPOT は J2ME の Squawk virtual machine を搭載し、OSなしにプロセッサで直接実行する。Squawk VM と Sun SPOT のソースコードはどちらもオープンソースになっている 。

## 開発キット
NetBeans のような標準的な Java IDE を使用してアプリケーションを作成する。Solarium(以前はSPOTWorldという名称だった) というアプリケーションを通してデバイスの管理や開発を行う。新品デフォルトではセンサネットワーク機能は無く、関連プログラムを書込みする必要がある。2008年4月時点では説明書は英文のみ。

## 入手
最初の制限付の Sun SPOT 開発キットは数ヶ月遅れて2007年4月2日にリリースされた。この入門キットは、2つの Sun SPOT デモセンサーボードと、1つの Sun SPOT ベースステーション、とソフトウェア開発キット (そしてUSBケーブル) が含まれていた。このソフトウェアはWindows XP、Mac OS X v10.4、そして多くの Linuxディストリビューションで動作する。プロジェクト、ハードウェア、OS、Java仮想マシン、ドライバ、アプリケーションはオープンソースとして入手できる。